# Деньдобра Антоніна Пилипівна
Деньдобра Антоніна Пилипівна (нар. 21 листопада 1921, село Безводне, тепер Ямпільського району Вінницької області — 7 квітня 2004, село Безводне, тепер Ямпільського району Вінницької області) — українська радянська діячка, доярка колгоспу «Більшовик» Ямпільського району Вінницької області. Герой Соціалістичної Праці (08.04.1971).

## Біографія
Народилася в селянській багатодітній родині. Працювала в колгоспі дояркою. Під час Другої світової війни жила на окупованій території. Після звільнення Вінниччини з під окупації знову працювала в колгоспі. Пізніше перейшла працювати дояркою на молочно-товарну ферму. Багато уваги приділяла формуванню високопродуктивного стада. Для успішного роздоювання корів доїла їх по 4 — 6 разів на день. Завдяки цій роботі товарність молока досягала 95 відсотків.
Указом Президії Верховної Ради СРСР від 8 квітня 1971 року за видатні успіхи, досягнуті в розвитку сільськогосподарського виробництва та виконанні п'ятирічного плану продажу днржаві продуктів землеробства та тваринництва, Деньдобрій Антоніні Пилипівні присвоєно звання Герой Соціалістичної Праці з врученням ордену Леніна та золотої медалі «Серп і Молот».
Продовжувала працювати в колгоспі. У 1971 році давала надої до 6 000 кг молока з кожної фуражної корови. Вибиралась депутатом Безводненської сільської та Ямпільської районної Ради депутатів трудящих. Жила у селі Безводному. Померла 7 квітня 2004 року.